# Gheorghe Pop de Băsești

George Pop de Băsești - portret în Enciclopedia României

George Pop de Băsești (n. 1 august 1835, Băsești, Comitatul Sălaj – d. 23 februarie 1919, Băsești, România) a fost un politician român din Transilvania, între 1881-1902 vicepreședinte, iar între 1902-1918 președinte al Partidului Național Român din Transilvania.

## Studii
A urmat cursurile gimnaziale la Baia Mare și la Liceul Premonstratens din Oradea, iar apoi a studiat științele juridice la Academia de Drept din Oradea. În anul 1860, după absolvirea studiilor, și-a început cariera mai întâi ca funcționar municipal la Oradea, iar apoi ca funcționar comitatens.

## Activitatea politică
În 1872 a fost ales deputat în Parlamentului Ungariei din partea cercului electoral Cehu Silvaniei, pe care l-a reprezentat până în 1881. A reprezentat pentru 9 ani interesele burgheziei românești din Transilvania în parlamentul de la Budapesta. La 9 august 1880 a propus, într-o conferință ținută la Turda, unirea tuturor românilor din Transilvania și Ungaria într-un singur partid național. În urma acestei propuneri s-a convocat, la 17 octombrie 1880, o conferință alcătuită din 30 de fruntași români din Transilvania și Ungaria, care au decis convocarea conferinței naționale de la Sibiu din anul 1881, care a decretat solidaritatea partidelor naționale românești din Ungaria și unirea acestora sub numele de Partidul Național Român din Transilvania și Ungaria.

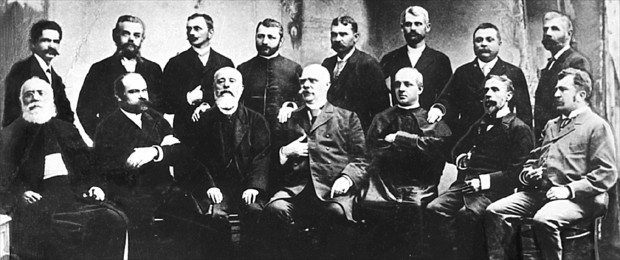
Semnatarii Memorandumului
Rândul de sus (de la stânga la dreapta): Dionisie Roman, Patriciu Barbu, Dr. D.O.Barcianu, Gherasim Domide, Dr. Teodor Mihali, Dr. Aurel Suciu, Mihaiu Veliciu, Rubin Patița
Rândul de jos (de la stânga la dreapta): Niculae Cristea, Iuliu Coroianu, George Pop de Băsești, Dr. Ioan Rațiu, Dr. Vasile Lucaciu, Dimitrie Comșa, Septimiu Albini

În perioada 1892-1894 a fost unul dintre liderii mișcării memorandiste, care cerea autonomia Transilvaniei și drepturi suplimentare pentru românii din Transilvania aflată în Austro-Ungaria. A fost unul dintre politicienii români condamnați la închisoare pentru susținerea Memorandumului, în cadrul procesului memorandiștilor de la Cluj în 1894. 
A prezidat Adunarea Națională de la Alba Iulia din 1 decembrie 1918. A murit câteva luni mai târziu, la vârsta de 84 de ani. Urmașul său la conducerea PNR a fost Iuliu Maniu.

## Activitatea social-culturală

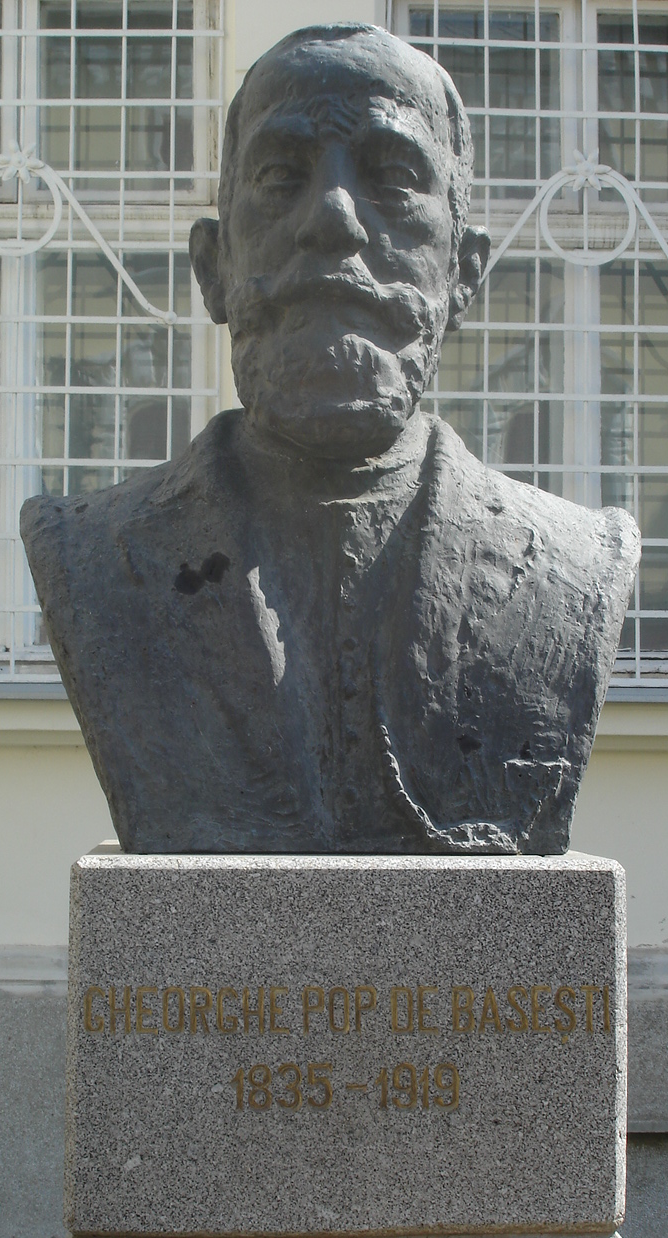
Bustul lui George Pop de Băsești de la Alba Iulia

George Pop de Băsești și-a donat întreaga sa avere Mitropoliei Greco-Catolice a Blajului „cu acel scop și acel mandat ca, din această avere, să se înființeze spre mărirea Atotputernicului Dumnezeu și în favorul dezvoltării culturale a poporului român o fundație perpetuă și neschimbată”, iar „scopul fundației va fi promovarea culturii poporului românesc”.
Pe terenul donat de George Pop de Băsești Bisericii Române Unite cu Roma a fost ridicată noua biserică greco-catolică din Băsești, cu hramul "Sfântul Gheorghe", sfințită în anul 2005.

## Familie
A fost fiul nobilei Susana Pop de Turț, membră a familiei nobiliare Pop de Negrești și de Turț.

## Omagieri

### Numismatică
Cu prilejul Centenarului Unirii Transilvaniei cu România, la 26 noiembrie 2018, Banca Națională a României a pus în circulație, în atenția numismaților, un set de monede; pe aversul fiecăreia dintre monedele din set este gravată o prelucrare a unei fotografii de Samoilă Mârza, textele (în arc de cerc) ROMANIA și MAREA ADUNARE DE LA ALBA IULIA, valoarea nominală, stema României și milesimul (anul de emisiune) 2018. Pe reversul fiecărei monede sunt gravate efigiile lui Ștefan Cicio Pop, George Pop de Băsești, Iuliu Maniu, Vasile Goldiș și Iuliu Hossu. Monedele de aur au valoarea nominală de 500 de lei (200 de exemplare), monedele de argint au valoarea nominală de 10 lei (200 de exemplare), iar cele de metal comun au valoarea nominală de 50 de bani (5.000 de exemplare), toate de calitate proof. Au fost emise, în același set de monede, 1.000.000 de monede de metal comun de calitate UNC (necirculate).